# Quercus palaeolithicola
Quercus palaeolithicola är en bokväxtart som beskrevs av William Trelease. Quercus palaeolithicola ingår i släktet ekar, och familjen bokväxter. Inga underarter finns listade.